# Modern Life Is War
I Modern Life Is War (MLIW) sono un gruppo hardcore punk fondato nel 2002 da Jeffry Eaton (voce), Churchman (basso), Sjarm (chitarra), John Eich (chitarra) e Tyler Oleson (batteria).

## Storia
Il gruppo, originario di Marshalltown, Iowa, Stati Uniti, ha guadagnato notorietà per lo stile unico melodic hardcore e post-hardcore, ottenuto solitamente abbandonando le strutture standard delle canzoni. Il 9 febbraio 2007, i MLIW hanno annunciato di aver firmato un contratto con la casa discografica Equal Vision Records e l'uscita del terzo album di studio, pubblicato nel settembre 2007 con il titolo Midnight in America.
Il gruppo si è sciolto nel febbraio 2008.
Nel settembre 2013 torna con un nuovo album.

## Discografia
Album in studio
- 2003 - My Love. My Way.
- 2005 - Witness
- 2007 - Midnight in America
- 2013 - Fever Hunting

EP
- 2002 - Modern Life Is War EP
- 2018 - Tribulation Work Songs vol 1
- 2018 - Tribulation Work Songs vol 2

Split
- 2006 - Live on WLUW (con i Kill Your Idols)

Singoli
- 2007 - Stagger Lee

Video
- 2008 - Fuck the Sex Pistol

## Formazione
- Jeffry Eaton - voce
- Chris Honeck - basso
- Matt Hoffman - chitarra
- John Eich - chitarra
- Luke Rauch - batteria